# Blek honungsvisare
Blek honungsvisare (Indicator meliphilus) är en fågel i familjen honungsvisare inom ordningen hackspettartade fåglar. Den förekommer i skogar i centrala Afrika. Liksom andra honungsvisare är den en boparasitim som lägger ägg i andra fåglars bon. Beståndet anses vara livskraftigt.

## Utseende och läte
Blek honungsvisare är en liten (13 cm) och som namnet avslöjar färglös honungsvisare utan särskilda kännetecken. Näbben är relativt kort och knubbig, och på sidan av stjärten syns vita fläckar. Den är mycket lik både dvärghonungsvisare och mindre honungsvisare, men har mindre näbb och ljusare huvud som saknar ett mörkt streck i ansiktet. Även brunryggig honungsvisaren och miombohonungsvisaren är lika, men dessa har istället tunnare näbbar.

## Utbredning och systematik
Blek honungsvisare hittas i centrala Afrika, från Uganda och Kenya söderut till Zimbabwe och Moçambique. Den delas in i två underarter med följande utbredning:
- Indicator meliphilus meliphilus – förekommer från östra Uganda och centrala Kenya till centrala Tanzania och sydvästra Sudan
- Indicator meliphilus angolensis – förekommer från centrala Angola till södra Kongo-Kinshasa, södra Malawi, Zimbabwe och centrala Moçambique

## Levnadssätt
Blek honungsvisare hittas i skogsbryn, inne i skog och i tätvuxen öppen skogsmark. Den är ovanlig och för en tillbakadragen tillvaro. Liksom andra honungsvisare är den boparasitism som lägger ägg i andra fåglars bon. Den enda värd som hittills noterats är gulgumpad dvärgbarbett.

## Status och hot
Arten har ett stort utbredningsområde, men tros minska i antal, dock inte tillräckligt kraftigt för att den ska betraktas som hotad. Internationella naturvårdsunionen IUCN listar arten som livskraftig (LC).